# ドラゴンボールZ HYPER DIMENSION
『ドラゴンボールZ HYPER DIMENSION』（ドラゴンボールゼット ハイパー ディメンション）は、1996年3月29日にバンダイから発売されたスーパーファミコン用2D対戦型格闘ゲームである。
同社によるフジテレビ系テレビアニメ『ドラゴンボールZ』（1989年 - 1996年）を題材としたスーパーファミコン用ソフトの最終作品。前作『ドラゴンボールZ 超武闘伝3』（1994年）には存在しなかったストーリーモードが導入されている。
発売時には予約特典として専用ソフトケースが贈呈された他、予約者にのみ配布された応募券を送ると、抽選で1000名に「永久保存版 ドラゴン鈴木の究極のDBZゲームビデオ」が貰えるキャンペーンが展開された。

## ゲーム内容

### システム
分割画面など『ドラゴンボールZ 超武闘伝』（1993年）以降定番となっていたシリーズ独自の要素が軒並み廃止され、純粋な2D格闘ゲームになっている。加えてデュアルスクリーンに代わる新システムとして、相手を打ち上げたり横にとばすと背景が空中や別のステージに切り替わるシステム（最大で5ステージを移動可能）が採用された。ガードキャンセル、空中コンボ、小ジャンプといった当時としては最新のシステムに加えたグラフィックを盛り込んでいる。
前作までのシリーズの要素は必殺技名や基本操作にその名残を残すのみとなっている。だが「メテオスマッシュ」など一部要素を引き継いでいる部分もある。
基本システム
- 相手の体力を0にすれば勝利。タイムオーバーは無い。
- ジャンプ中はガード不能。
- 一部の特殊な攻撃（いわゆる浮かせ技）をヒットさせた後は3発まで追撃が可能であり、空中コンボが可能。

シリーズ共通のシステム
- Aボタンを使用して気功系必殺技を使用する。
- B＋Yボタンの入力で気力（今作では体力と気力が同一ゲージになっている）を回復できる。
- ダッシュ。今作ではL、Rいずれかと左右ボタンでダッシュが可能。

本作独自の特徴
- 小ジャンプ。十字キーの前、または後ろにすばやく2回入力することで小さくジャンプできるようになった。
- 地上ステージでパンチやキックなどの、通常攻撃がヒットした瞬間Y+Bを同時入力すると相手を空中に浮かせることができ、空中コンボへと派生させることができる。
- 登場するキャラクター全てにメテオスマッシュが用意されている。
- ガードキャンセル。ガード中に技コマンド入力し、成功すると画面暗転後カウンターで技が発動する。
- 従来の『ドラゴンボール』のゲームとは異なり、気のゲージと体力ゲージが連結している。
- 体力が80以下になるとゲージが点滅し、超必殺技「メテオスマッシュ」が何度でも出せる。
- 地上ではコマンド入力することで一瞬画面の奥へと移動し、手前に戻る際に同時に攻撃も行う3D攻撃を全キャラクター使用可能。奥へ移動している間は敵の攻撃を一切受け付けない一種の回り込み技。擬似的2ラインであり、奥のラインにとどまって闘ったり自由に行き来することはできない。
- 上空ステージでは常に浮遊した状態となる。下段判定が無くなり移動スピードが低下する。さらに操作も一部空中専用のものとなり、ライン攻撃、空中コンボなどが使用できなくなる。
- Xボタンは前作までのような舞空術ではなく、単体で押すと弾く動作をとり、エネルギー弾を無効にできる。

さらにキー入力と組み合わせることにより、吹き飛ばしや打ち上げ、打ち下ろしなどを繰り出しステージを変えることができる。
- ラッシュバトル。パンチ、またはキックが互いにぶつかりあうとラッシュバトルが発動。地上、空中いずれも発生するがそれぞれ演出と操作方法が異なる。地上では先にAボタンを押すと勝ち。空中では互いに攻撃側、防御側に分かれ、互いが押したボタンにより勝敗が決定されるシステム。
- 『ドラゴンボールZ 超武闘伝』でいうデモ必殺技に相当する気功波系の技はコマンドとともに今作に継承された。分割線は無いが本作独自のシステムとしてAボタンを押す時間を調節することで、技の見た目と威力を3段階に使い分けることが可能。

### ゲームモード
- ストーリーモード

フリーザ戦からのストーリーを追うモード。プレイヤーは主人公の孫悟空となり強敵と戦っていくことになる。キャラクターの変更は不可。各ステージには仲間キャラクターが登場する。仙豆を3粒所持しており3回までならコンティニュー可。敗北してもストーリーが進むステージも存在する。
最終ボスは魔人ブウ（純粋）だが、条件を満たすと、主人公たちが魔人ブウを倒すために極限まで高めた互いの力を組み手で確かめ合う、魔人ブウとの最終決戦後の隠しシナリオが登場。
- 対戦モード
VS2P
VSCP
- 天下一武道会
最大8人で闘えるモード。
- 練習モード
技の練習ができる。体力気力は一切減らないがこのモードではメテオも使うことができる。
- オプション
ステレオ・モノラルの切り替えやBGMを聞くことができる

## 登場キャラクター
括弧内はフランス版での名称および省略形。
孫悟空（San Goku / Goku）
- 声 - 野沢雅子

超サイヤ人2の状態で登場。浴びせ蹴り、スラッシュダウンキック、龍撃脚、激烈連脚などの豊富な足技に加え、対空技ジャンプニーリフトや龍撃拳のような打撃技もある万能型。さらに瞬間移動が技として使用可能となった。メテオスマッシュでは一時的に超サイヤ人3に変身する。
メテオ技はメテオスマッシュ。
孫悟飯（San Gohan / Gohan）
- 声 - 野沢雅子

老界王神による潜在能力を解放した状態で登場。舞空脚など『ドラゴンボールZ 超武闘伝』から引き継いだ技もあるが溜め技コマンドの必殺技を多く持ち、これまでのシリーズとは操作感覚が異なる。新技、斬空脚が対空技として加わり広い戦術に対応したキャラクターとなった。
メテオ技は爆烈ラッシュ。
ゴテンクス（Gotrunks / Gotr）
- 声 - 野沢雅子、草尾毅

超サイヤ人3の状態で登場。小柄なゆえリーチは短いが敵の攻撃が当たりにくい利点も併せ持つ。追加入力で投げに分岐可能な技や、空中から斜めに降下するミラクルヘッドダイビング、連続死ね死ねミサイルなど連続気弾系の技から空中で放つ貫通性のある貫通エネルギー弾などトリッキーな技を幅広く持つ。気功系の必殺技、スーパーゴーストカミカゼアタックはAボタンを押している時間の長さによってオバケの数が1体から3体まで変化する。
メテオ技は連続スーパードーナッツ。
ベジータ（Vegeta / Vege）
- 声 - 堀川亮

バビディに洗脳された状態で登場。スーパーダッシュやニードルブロック、爆発波など『ドラゴンボールZ 超武闘伝』から引き継いだ技も多く持つ。スーパーダッシュは3回連続入力することで完結する技へと変更され、任意のタイミングまで入力が可能となった。
メテオ技はファイナルブリットアタック。
ベジット（Bejito / Beji）
- 声 - 野沢雅子、堀川亮

超サイヤ人の状態で登場。スライディング技であるグランドスライダー、ヒールシュート、ライジングチェーンキックなど足技を多く持つ。気弾技の拡散エネルギー弾はミスター・ブウのものとは性能が異なり3つの弾が相手めがけて飛んでいく。リーチのある打撃攻撃型のキャラクター。
メテオ技はフラッシュソードアタック。
ピッコロ（P.Coeur）
- 声 - 古川登志夫

神と同化後の状態で登場。舞空脚、怪光線、ソニックキックなど『ドラゴンボールZ 超武闘伝』から引き続き使用する。中でもミスティックアタックは上段、下段、さらにそれぞれ追加入力でミスティックスルーへと分岐可能。ミスティックブローという、自らの腕を犠牲にして反撃するカウンター技も持つ。追尾性能のある誘導エネルギー弾を使用できるなど幅広い性能の技を持っている。
メテオスマッシュである超爆烈拳は空中コンボに組み込むことが可能。
フリーザ（Freezer / Frz）
- 声 - 中尾隆聖

最終形態で登場。追尾性能のある誘導気円斬、地面を這うエネルギー斬を始め、豊富な気功技を持っている。気功波系の必殺技、呪縛波は他のキャラクターと比べ、発動までに長い時間を要するがガード不能技となっている。キャラクターセレクト時には第一形態から最終形態まで流れるように変身する。
メテオ技はエネルギークラッシュ。メテオスマッシュ時は、100%フルパワー状態の姿となり技を繰り出す。
セル（P.Cell）
- 声 - 若本規夫

完全体で登場。長いリーチと打撃系で豊富な技を持つ。セルジュニアアタックではセルジュニアを生み出し、相手を攻撃する。
唯一メテオスマッシュを2種類もっていて、それぞれ打撃系のパワーブレイク、遠距離射撃系のブラストショットと性能が違うため状況に合わせて使い分けることができる。メテオ中は原作で追い詰められたセルが発した「ちくしょう」というセリフとともにパワー重視タイプに変身して技を繰り出す。
ミスター・ブウ（Boubou / Boub）
- 声 - 塩屋浩三

悪の部分と分離した、魔人ブウ（善）。キャンディアタック、プラネットアタック、トルネードヒップ、パワーサルトなど溜め技コマンドの必殺技を多く持ちリーチはそれほど長くないため一クセのあるキャラクター。拡散エネルギー弾はベジットの同名の技と性能が異なり3wayへ軌道が分岐する仕様となっている。
メテオ技はフレイムシャワーブレス。
開発中の名称は「ブウ」。
魔人ブウ（Gigabou / Giga）
- 声 - 塩屋浩三

理性を完全に失った状態の魔人ブウの純粋体（最終形態）。動作スピードが速い。小柄で敵の攻撃をよけやすく、手足が伸びるため見た目よりはるかにリーチが長い。空中浮遊で滞空したり空中で連続エネルギー弾を横、または斜め下に放つ技を持つ。気功波系の必殺技、パワーボールは発生が早く、弾を放つわざのため最大まで溜めて放つと相手は非常に避けにくい。隠しステージを除けばストーリーモードの最終ボス。
メテオ技はローリングボンバースペシャル。
開発中の名称は「オリジナルブウ」。

## スタッフ
- プロダクション・マネージャー：間庭英作
- エグゼクティブ・プロデューサー：尾形和正
- プロデューサー：磯貝健夫、鈴木敏弘
- コーディネーター：DE YASU、ISOJIN KABAO
- プログラマー：HAPPY HASEI、CLQ、MNT-KWI 1996、MARUKO、MITSU
- デザイナー：TAKO2、PAUL・PAULA、LARU ITAGAWA、WAYA、TOROSUKE、ICHI FUJI、NI TAKA、SAN NASUBI
- 音楽：高野充彦、NAKAJIMA、TONKUPON、CHATRITA
- アニメーター：GANCHI、SARUSARU
- 東映アニメーション：森下孝三、蛭田成一、武田寛
- アシストワーク：清水泰臣、内山大輔
- スペシャル・サンクス：東海林隆、藤原尚、ほしかわこうじ、渡辺浩孝、さとうくみ、稲垣浩文、大塚賢一朗、おかもとみちと、河阪由美子、水野貴大、鹿住淳
- 週刊少年ジャンプ：堀江信彦、高橋俊昌、武田冬門、大塚久永
- Vジャンプ：鳥嶋和彦、近藤裕、岡本堅史、中村泰造、町田宗治、松本常男、赤松直人、清野義孝、岩原誠、菅沼憲昭

## 評価
ゲーム誌『ファミコン通信』の「クロスレビュー」では合計24点（満40点）、『ファミリーコンピュータMagazine』の読者投票による「ゲーム通信簿」での評価は以下の通り、23.6点（満30点）となっている。
| 項目 | キャラクタ | 音楽 | お買い得度 | 操作性 | 熱中度 | オリジナリティ | 総合 |
| 得点 | 4.4        | 3.8  | 3.8        | 3.8    | 3.9    | 3.9            | 23.6 |

## 関連書籍
ドラゴンボール 最強格闘BIBLE（Vジャンプ ゲームブックスシリーズ）
本作とPlayStation用ソフト『ドラゴンボールZ 偉大なるドラゴンボール伝説』、『ドラゴンボール FINAL BOUT』の計3本が一冊になった攻略本。ゲーム紹介、各キャラクターの連続技を解説。